# Novon
Novon es una revista científica con descripciones botánicas editada por Missouri Botanical Garden. Comenzó su edición en el año 1991 hasta el presente. Se publica cuatro veces al año. El editor es Victoria Hollowell.
Los artículos se publican en la revista en la que los nuevos nombres botánicos de las plantas vasculares y musgos se hacen públicos en una breve descripción. Los artículos se publican sujetos a revisión por pares por, calificados científicos independientes.
Los científicos que han publicado en la revista son:Frank Almeda, Fred Barrie, Gerrit Davidse, Dennis Breedlove, Birgitta Bremer, Kåre Bremer, Georges Cremers, Laurence Dorr, Robert Dressler, Thomas Croat, Thomas Daniel, Linda Escobar, Aljos Farjon, Christian Feuillet, Roy Gereau, Lynn Gillespie, Thomas Givnish, Peter Goldblatt, Richard Gornall, Peter Møller Jørgensen, Walter Judd, Porter Lowry, Sandra Knapp, John MacDougal, Lucinda McDade, Gordon McPherson, Jan Meerman, Toby Pennington, Jack Regalado, Susanne Renner, Harold Robinson, Laurence Skog, Erik Smets, Robert Soreng, Kenneth Sytsma, Nicholas Turland, Carmen Ulloa Ulloa, Fabio Augusto Vitta, Warren L. Wagner, Dieter Wasshausen, Maximilian Weigend y Henk van der Werff. 